# Курильский, Юрий
Юрий Курильский (бел. Юры Курыльскі; 1979, Новополоцк, Витебская область, БССР, СССР — 2007, Минск, Республика Беларусь) — белорусский серийный убийца и насильник, также известный как «Чудовище из Зеленой Волги» и «Полоцкий маньяк». В период 2004—2005 годов совершил 3 доказанных убийства женщин в Полоцком и Глубокском районах Витебской области. Расстрелян по приговору суда.

## Биография
О биографии серийного убийцы сведений мало. Юрий Курильский родился в 1979 году в Новополоцке. На момент ареста он был женат, в семье воспитывался ребёнок, работал оператором на нефтеперабатывающем заводе «Нафтан». В семье Курильского было несколько автомобилей, в том числе ГАЗ-24 «Волга» зеленого цвета, используемая им впоследствии при совершении преступлений. Соседи и коллеги характеризовали Курильского положительно, однако отмечали его вспыльчивый характер.
Как установило следствие, первое убийство Юрий Курильский совершил в конце ноября — начале декабря 2004 года в Глубокском районе, жертвой стала 23-летняя жительница Новополоцка. Заманив девушку в свой автомобиль, Кульчицкий вывез её за город, где изнасиловал и убил, несколько раз ударив монтировкой по голове. Тело вывез в окрестности села Булахи Витебской области и оставил на обочине просёлочной дороги, где оно было вскоре обнаружено .
Через год в ноябре и декабре 2005 года с разницей всего в несколько недель уже в Полоцком районе Курильский изнасиловал и убил ещё двух женщин. Первой жертвой стала 16-летняя жительница деревни Гвоздово, которую преступник, заманив в свой автомобиль, изнасиловал и задушил, а второй жительница Полоцка, которой преступник после совершения полового акта перерезал горло, тела последних двух жертв убийца выкинул на берегу реки Усвяча.
Следствию удалось установить, что перед смертью две последние жертвы вступали в половую связь с одним и тем же человеком, также по результатам ДНК-экспертизы они пришли к выводу, что этот же преступник причастен и к убийству, совершённому годом ранее в Глубокском районе. Знакомые последней жертвы рассказали, что та часто подрабатывала проституцией и последний раз её видели садящейся в автомобиль ГАЗ-24 зеленого цвета, данный факт также оказался общим и при опросе предполагаемых свидетелей убийства 2004 года. После чего сотрудники милиции инициировали проверку всех водителей автомобилей данной марки и цвета в области и довольно быстро вышли на Курильского. Уже во второй половине декабря 2005 года серийный убийца был задержан. При обыске жилища преступника сотрудниками правоохранительных органов был обнаружен нож со следами крови последней жертвы, а в автомобиле Курильского после тщательного осмотра обнаружили замытые следы крови первой жертвы, после чего серийный убийца начал давать показания. Психиатрическая экспертиза признала Юрия Курильского вменяемым.
На процессе, начавшемся 12 декабря 2006 года преступник заявил, что основным мотивом для убийств стали оскорбления в свой адрес, которые он якобы услышал от каждой из жертв. В последнем слове раскаялся в содеянном и попросил прощения у родственников жертв, находившихся в зале суда, тем не менее, 9 января 2007 года выездная коллегия Витебского областной суда признала Юрия Курильского виновным в совершении трёх убийств и приговорила к исключительной мере наказания — смертной казни через расстрел. При вынесении приговора серийный убийца улыбался. В апреле 2007 года Верховный суд Белоруссии подтвердил приговор. Прошения о помиловании Курильский также подавать отказался, и в том же году он был расстрелян по приговору суда в столичном СИЗО–1.